# Tempestade tropical Arlene (1993)
A tempestade tropical Arlene trouxe chuvas torrenciais em junho de 1993 para a costa oeste do Golfo dos Estados Unidos, particularmente para o estado americano do Texas. A primeira tempestade nomeada da temporada anual de furacões, Arlene desenvolveu-se a 18 de junho a partir de uma área de baixa pressão na Baía de Campeche. A depressão fortaleceu-se lentamente enquanto seguia oeste-noroeste e depois norte-noroeste através do oeste do Golfo do México. Arlene foi posteriormente atualizada para uma tempestade tropical a 19 de junho, mas não se intensificou ainda mais devido à sua proximidade com a terra. O ciclone atingiu então a ilha de Padre, no Texas, com ventos de 40 mph (65) km/h) e degenerou em distúrbio remanescente em 21 de junho.
O distúrbio precursor da Tempestade Tropical Arlene despejou fortes chuvas na América Central. Como resultado, 20 fatalidades ocorreram, das quais resultantes de um deslizamento em El Salvador. Chuva forte também se produziu na península de Iucatã. Após que Arlene se tornou num ciclone tropical, a chuva no México inundou áreas de Campeche, onde os danos totalizaram $33 milhões  Ao todo, cinco pessoas foram mortas no México. Danos de inundação no Sul do Texas resultaram extensos, com grandes áreas urbanas e estrada inundadas. Parcelas inteiras de terras de cultivo foram inundadas pelas chuvas torrenciais trazidas por Arlene. O tocar terra de Arlene interagiu com um passagem de uma frente fria que ajudou a produzir mais chuvas ao longínquo nordeste, ainda que danos naqueles locais eram comparativamente menos severos. Ao todo, Arlene causou 26 mortes e ao menos $60.8 milhões em prejuízos.

## História meteorológica

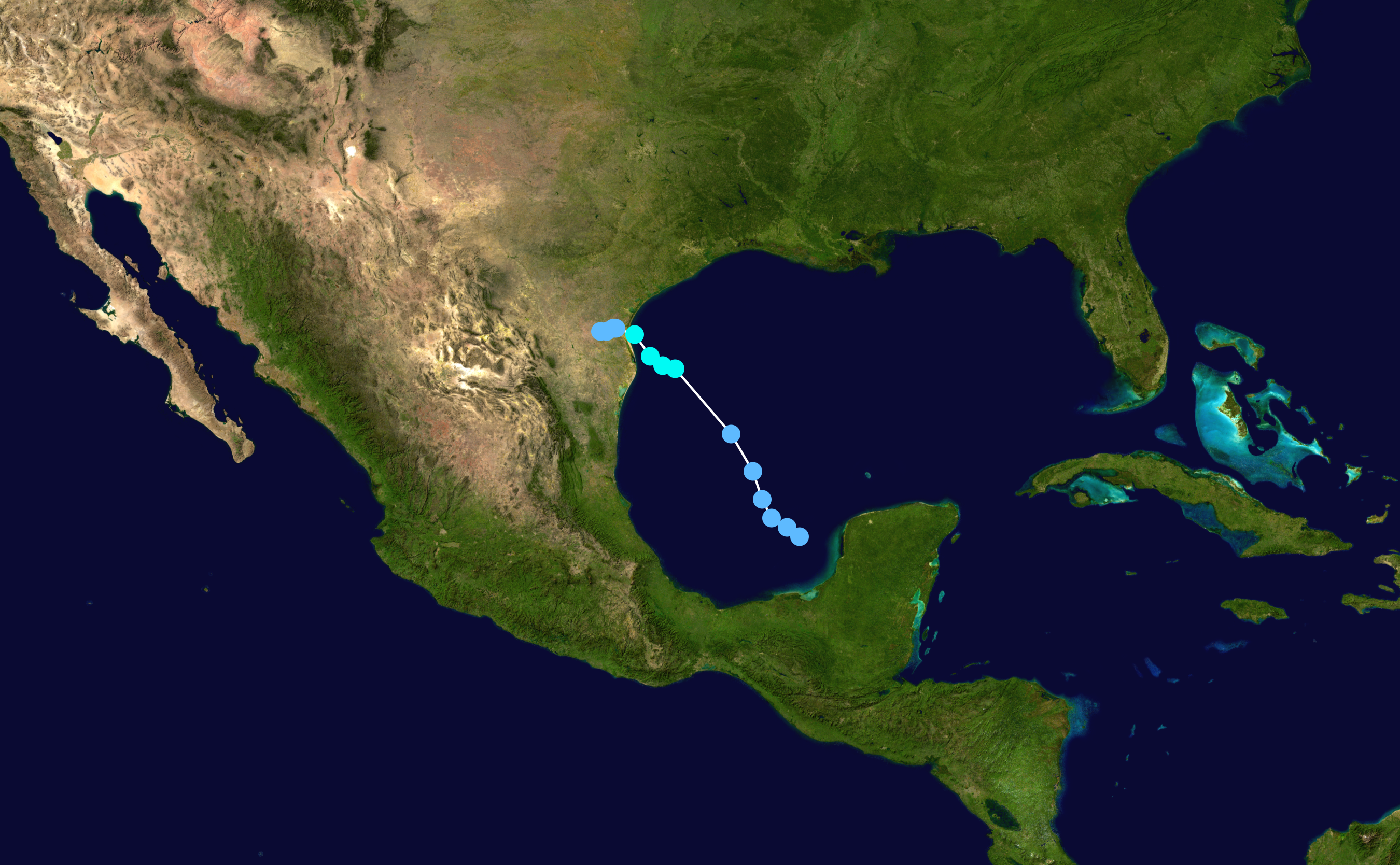
Mapa com o caminho e a intensidade, de acordo com a Escala de furacões de Saffir-Simpson

O precursor de Arlene foi identificado pela primeira vez em imagens de satélite como um aglomerado de clima perturbado a leste da costa do mosquito em 9 de junho. Durante a semana seguinte, o sistema cresceu em extensão à medida que seguia lentamente em direção ao noroeste, com fortes ventos na região proibindo o desenvolvimento de um ciclone tropical. Em 16 de junho, a formação de um nível mais baixo da Baía de Campeche e a progressão de uma onda tropical através do mar do Caribe ajudaram a promover o desenvolvimento de uma área de baixa pressão sobre a península de Iucatã. Embora inicialmente difusas, novas bandas de chuva começaram a envolver o centro do novo vórtice, e às 00:00 UTC, o Centro Nacional de Furacões (NHC) classificou o sistema como uma depressão tropical a oeste da Península de Iucatã. Embora a tempestade agora fosse considerada um ciclone tropical, o cisalhamento do vento que havia inibido o desenvolvimento permaneceu presente, bem como a saída da tempestade tropical Beatriz no Pacífico Oriental, interrompendo o núcleo da depressão tropical infantil; o reconhecimento de aeronaves geralmente não conseguia identificar um centro de circulação definido.
Enquanto o sistema inicial na Baía de Campeche continuava lutando na sua organização, um novo aglomerado de tempestades se concentrou em uma faixa desenvolvida para o noroeste da depressão no final de 18 de junho. Nas próximas 24 horas, essa nova área de precipitação começou a envolver em ciclone em torno de um novo e dominante centro de circulação; o NHC assumiu que a depressão tropical havia se mudado para o noroeste e classificou o sistema como Tempestade Tropical Arlene às 12:00 UTC no 19. Como Arlene não se fortaleceu após a classificação, a intensidade máxima foi atingida simultaneamente com a atualização da força das tempestades tropicais com ventos de 40 mph (65) km/h) e uma pressão barométrica mínima de 1000 mbar (hPa; 29,71 inHg). Permancendo ao largo da costa sul do Texas, devido à presença de um cavado de onda curta ao seu norte, Arlene finalmente tocou terra às 09:00 UTC em 20 de junho com uma intensidade praticamente inalterada no ponto na Ilha Padre cerca de 45 mi (70 km) ao sul de Corpus Christi, Texas . A tempestade tropical deteriorou-se rapidamente para a intensidade da depressão tropical após o chegar a terra, e deixou de ser considerada um ciclone tropical após as 06:00 UTC em 21 de junho. Os remanescentes de Arlene continuaram a atravessar o vale do Rio Grande antes de desaparecerem no ambiente local.

## Preparativos e impacto

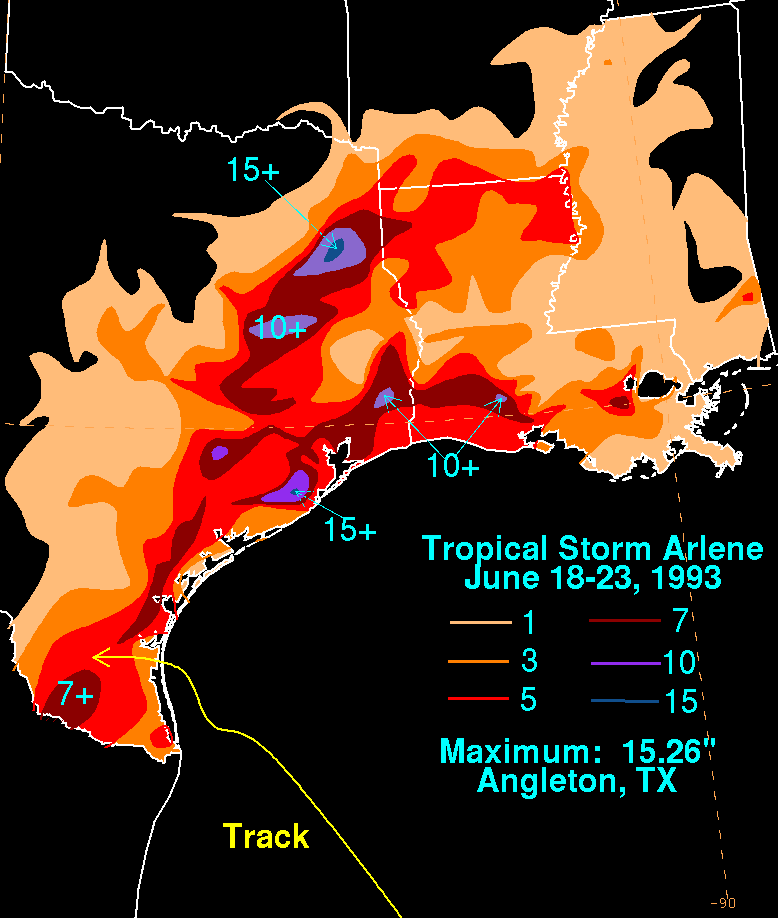
Total de chuvas de Arlene nos Estados Unidos

### América Central e Golfo do México
O precursor de Arlene causou chuvas torrenciais e prolongadas na América Central. Em El Salvador, um único deslizamento de terra atribuído às inundações matou 20 pessoas. As inundações no México associadas ao sistema tropical mataram quatro no estado de Iucatã e uma em Campeche, onde os danos foram estimados em US $ 33 milhões. Até 4.000 casas foram inundadas, impactando cerca de 10.000 pessoas e levando as forças armadas mexicanas a implementar planos de resgate de emergência no estado. A maior precipitação total no México foi documentada em Mérida, Iucatã, onde uma estação mediu 13,26 in (336 mm) de chuva. Como ciclone tropical, no entanto, o maior total de chuvas de Arlene ocorreu no município de Camargo, em Tamaulipas, onde 7,32  in (186 mm) de chuva foi relatada. Em Matamoros, as estradas foram bloqueadas por lama e pedras.
Arlene passou por várias plataformas de petróleo offshore enquanto seguia para noroeste através do Golfo do México, produzindo ventos fortes. A rajada de vento de superfície mais forte relatada em associação com Arlene foi de 63 mph (101) km/h) em uma plataforma de petróleo ao sul de Sabine Pass, Texas . Quatro outras plataformas de petróleo sofreram rajadas ou ventos sustentados de pelo menos força de vendaval .

### Texas
Devido à realocação inesperada de Arlene, apenas um alerta ou aviso de ciclone tropica; uma alerta de tempestade tropical para áreas costeiras de Brownsville até Matagorda em 19 de junho; já tinha sido emitido pelo NHC em associação com o ciclone. Emitido 21 horas antes de tocar terra, o aviso foi descontinuado depois que o sistema se mudou para o interior. Antes do aviso, Arlene havia atendido ao critério de uma tempestade tropical como uma depressão tropical em desenvolvimento. No entanto, o NHC e várias agências de previsão do Serviço Nacional de Meteorologia optaram por adiar o alerta como resultado da aparência mal organizada do ciclone na época. Dada a natureza fraca de Arlene e a extensão relativamente despovoada da costa que afetou, as evacuações foram mínimas- apenas quinze fugiram de casas de veraneio ao longo de Magnolia Beach e Indianola, Texas, devido à ameaça de inundação.
Na costa do Texas, Arlene produziu um pequeno marejada de tempestade a 4 ft (1,2 m) em algumas áreas, rompendo seções da Ilha Padre e causando inundações. A maré da tempestade também corroeu até um pé (0,3 m) de areia das praias da costa baixa do Texas. Combinado com as fortes chuvas associadas a Arlene, a tempestade causou inundações significativas em alguns trechos costeiros. A erosão das praias ocorreu no norte da Baía de Galveston, onde as marejadas foram relatadas em até 5 ft (1,5 m)  Uma mulher foi puxada para o mar alto de um píer próximo a Freeport que exigiu o resgate da Guarda Costeira dos Estados Unidos . Sobre as águas do lago Corpus Christi, uma grande nuvem de funil foi relatada, mas nunca chegou a terra ou causou danos. Nas proximidades, a Marginal Memorial John F. Kennedy foi completamente inundada, com exceção de uma faixa, levando a um extenso estudo de possíveis soluções para elevar a estrada quase dois anos depois.
A precipitação da tempestade tropical atingiu áreas 170 mi (275 km) para o interior, e foi mais grave no nordeste do Texas, Luisiana e Arkansas como resultado da interação entre o ciclone e uma frente que passava. Arlene exacerbou as condições de inundação preexistentes em algumas áreas do sul do Texas. Precipitação atingiu o máximo de 15,26 polegadas (388 mm) em Angleton, Texas, e outros máximos localizados de precipitação de pelo menos 10 polegadas (250 mm) foram observados no Texas. A precipitação torrencial fez com que os rios inchassem e transbordassem das suas margens, forçando as estradas entre fazendas e mercados a fechar e inundar campos de cultivos. Partes da Interestadual 10 foram forçadas a fechar depois que as águas da inundação invadiram a rodovia. A totalidade da colheita de melancia no Condado de Waller foi estragada pelas inundações. Em Kingswood, Texas, algumas casas foram inundadas. Uma morte relacionada à tempestade ocorreu em Henderson, onde a chuva foi medida em 14,82 in (326 milímetros).
A humidade profunda de Arlene causou danos extensos às culturas, com 20% perdas para a cultura do melão, 10% para a colheita de melancia e 18% da colheita do tomate, resultando em US$ 3-5 milhões em danos no leste do Texas. Na área de Brownsville, as águas das enchentes arruinaram a colheita de sorgo quase pronta para a colheita e mataram as plantas de algodão em flor. As inundações nas ruas foram predominantes nas áreas urbanas. Em um ponto durante a tempestade, o centro de Raymondville estava completamente debaixo d'água. A Guarda Costeira dos EUA enviou pequenos barcos para a cidade para ajudar a evacuação de cerca de 250 casas. As inundações urbanas também ocorreram na área de Corpus Christi, além de um aumento de ervas daninhas e insetos. Uma estação da cidade estabeleceu um recorde diário de precipitação com 2,57 polegadas (65 mm) de chuva durante um período de sete horas e meia. Aproximadamente 50.000 ac (20.000 ha ) de sorgo, 11.000 ac (4.000 ha) de algodão e 8 ac (3 ha) de algodão pima foram inundados no Condado de Refugio . Os danos às lavouras no condado de San Patricio totalizaram US$ 2,8 milhões. A destruição causada às residências, empresas e infraestrutura em todo o Texas atingiu US$ 22 milhões.

### Luisiana
Na Luisiana, a chuva teve um máximo de 12,96 pol (329 mm) no Aeroporto regional de Shreveport. Nas imediações de, Cross Lake subiu ao seu terceiro registo mais alto na história recente, alagando 180 casas nas redondezas e obrigando a evacuação de 30–40 pessoas. Seis localidades sofreram alguns danos pelas inundações, principalmente de transbordamentos de ribeiras.